# セミカルバジド
セミカルバジド（英：Semicarbazide）は尿素の誘導体であり、尿素の一方のNH2がヒドラジノ基（-NHNH2）で置換されると生成する。
セミカルバジドは薄層クロマトグラフィー（TLC）の発色試薬として用いられる。セミカルバジドをTLCプレート上のα-ケト酸に噴霧すると、紫外線照射下で結果を見ることができる。
チオセミカルバジドはセミカルバジドの酸素原子が硫黄原子に置き換わったアナログである。

尿素
ヒドラジン
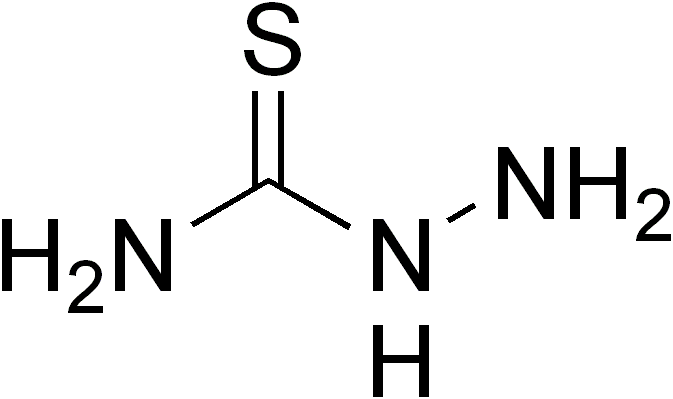
チオセミカルバジド

## 反応
カルボニル化合物と反応させるとセミカルバゾンが得られる。